# Полдыран
 Полдыран  — деревня в Сернурском районе Республики Марий Эл. Входит в состав Верхнекугенерского сельского поселения.

## География
Находится в северо-восточной части республики Марий Эл на расстоянии приблизительно 11 км на юго-восток от районного центра посёлка Сернур.

## История
Известна с 1858 года как починок, где проживали 43 человека, мари. В 1884 году починок Над речкой Тамшинеркой состоял из 12 дворов с населением 80 человек. В 1925 году в деревне Над речкой Тамшинер население составляло 118 человек, мари. 1965 года деревню Надречный Тамшинер объединили с деревней Тамшинер и видимо дали нынешнее название. В 1975 году здесь числилось 26 хозяйств, 141 человек. В 2000 году отмечено 35 хозяйств. В советское время работали колхозы имени Ленина, «1 Мая», имени Жданова и «Дружба».

## Население
Население составляло 124 человека (мари 100 %) в 2002 году, 140 в 2010.